# Tuber puberulum
Tuber puberulum Berk. & Broome, Ann. Mag. nat. Hist., Ser. 1 18: 81 (1846).

## Descrizione della specie

### Carpoforo
Fino a 2 cm di diametro, subgloboso o globoso
Peridiobiancastro, giallo crema, poi da bruno cuoio a grigiastro, finemente lanoso-pubescente.

### Gleba
Fragile, biancastra, poi rosa carnicino, più tardi color nerastro-porpora, con venature esterne biancastre. 
Odorenon percettibile.

## Microscopia
Spore28-34 µm, da tondeggianti a sub-ellissoidali, colore bruno in massa, reticolate a maglie esagonali regolari.
Aschiglobosi, 80-108 x 66-95 µm, da mono a tetrasporici.

## Habitat
Fungo ipogeo, fruttifica in associazione micorrizica con latifoglie e aghifoglie.

## Commestibilità
Non commestibile.